# 當幸福來敲門
是一部獲得奧斯卡提名最佳男主角的2006年劇情片，由哥倫比亞影業發行。電影改編自美國賈納理財公司執行長克里斯·賈納的真實故事，由意大利導演加布里埃莱·穆奇诺執導，威爾·史密斯演出克里斯·賈納，並擔任監製，而他現實生活中的兒子傑登·史密斯則飾演克里斯的兒子克里斯多佛。

## 劇情
此片開始於1981年的舊金山，克里斯和妻子琳達與兒子住在一間小公寓。克里斯將家裡所有的錢投注在推銷醫療器材骨質密度儀，但銷售狀況不佳，每個月只能大概賣出一台，可是他需要每月賣出兩台才夠支付生活的開銷。琳達則是在當地的飯店當洗衣工。
其實克里斯的數學頗有天賦，因此想應徵股票經紀人。他去了證券行，成功拿了一張實習培訓申請表，卻弄丟了一部儀器。由於克里斯學歷不是很高，因此他覺得自己機會很渺茫。第二天，克里斯去找了證券行人事部的主管杜傑伊，雖然沒能與他詳細介紹自己，但卻把昨天弄丟的儀器找了回來。一個月後，克里斯設法與主管登上了同一輛出租車，克里斯雖不斷介紹自己，主管卻只顧玩當時興起的魔方，主管沒辦法拼好的魔方卻被克里斯拼好了，因此克里斯給主管留下了深刻的印象。
在再次弄丟一部儀器後，妻子帶著兒子出走了。可是在克里斯十分沮喪的時候，主管打來電話，約克里斯後天早上去面試實習生。第二天，克里斯把兒子接到了自己身邊，自己照顧他。由於租金拖了太久，克里斯只能幫房主粉刷墻壁來換取一個星期的寬限期。第二天工作時，警察來找克里斯，原來克里斯違規停車的罰單被强制扣押在了警局，克里斯卻要等到次日，警局向銀行查證了克里斯無力償還罰單才能放他走，克里斯打電話讓妻子接走了兒子。第二天早上放人後，克里斯穿著油漆服，一路狂奔到了證券行。面試時，克里斯并沒有掩飾任何事，把自己的情況全部告訴了面試官們。最後面試官問克里斯：如果一個人連襯衫都不穿來面試，而我又雇用了他，你會怎麽想？克里斯機智地回答：那這個人肯定很會穿褲子。雖然最後克里斯被錄取，卻被告知六個月的實習是無薪的。
當晚，妻子把兒子送了回來，也告訴克里斯自己要去紐約工作了。由於已經住不起公寓，父子二人便帶上全部家當搬去了汽車旅舘。培訓學習開始了，克里斯每天的工作就是要打電話給金融界五百强公司的員工，推銷各種投資理財計劃，也就是拉客戶，誰拉的客戶最多，就取錄誰。克里斯每天飯都不吃，水都不喝，更不去厠所，用盡所有時間去拉客戶，更要下班後去接兒子放學，回到偏遠的汽車旅館。一天，克里斯聯絡到了一位基金會執行長，對方同意了克里斯的上門會談請求，但要在二十分鐘内到達，克里斯卻被上司叫去做其他事情而遲到。克里斯沒有放棄機會，周末時，克里斯帶著兒子來到了執行長的家，執行長正好要去看橄欖球賽，克里斯便一同前往。雖然沒能成功推銷給執行長，但克里斯認識到了很多基金會的員工，他們都很喜歡克里斯的投資理財計劃。四個月后，克里斯成功賣走了所有儀器，但剛賺來的生活費卻被强制扣走去付稅了。
一天，一籌莫展的克里斯，找回了自己之前弄丟的一部儀器。找到了一位想購買儀器的好心醫生，儀器卻在關鍵時刻出故障。克里斯只能帶著兒子和儀器回家，卻發現由於太久沒交房租，房東把克里斯的家當全搬了出來。克里斯失去住所，只能帶兒子去地鐵站的男厠睡覺。幸好第二天克里斯幾經艱辛成功在一間教堂收容所爭取了一個床位，晚上克里斯摸黑修理儀器，借窗外的燈光溫習準備考試。到了考試這天，克里斯飛快地填好試卷。在走的時候，身上唯一的五塊錢更被上司借走。爲了買修理儀器的零件，一貧如洗的克里斯甚至去了賣血。不過，克里斯成功修理並賣走了儀器。後來克里斯更簽來三十一位電信公司的員工客戶。在實習的最後一天，皇天不負有心人，克里斯被上司告知他明天可以來上班了，克里斯熱淚滿眶地和上司握手。克里斯成功靠著自己的努力換來了久違的幸福。
在1987年，克里斯成立了賈納理奇證券經紀公司。2006年，克里斯以數百萬美金的價格出售了自己的股份，成爲了百萬富翁。

## 角色介紹
- 克里斯·賈納（Chris Gardner），威爾·史密斯飾演。

收入拮据的醫療器材業務員，從小父母離異，有數學天份，擅長魔術方塊。因收入上的不穩定，導致他必須時常與親友或相關單位借款，甚至是有一餐沒一餐的生活，爾後在一次與證券公司主管杜傑伊的邂逅中獲得青睞，並進用為正式員工，Linda也重回他的身邊，最後他獨自創業並全數賣出手中持股，成為家喻戶曉的首富。
- 克里斯多佛（Christopher），贾登·史密斯飾演。

克里斯五歲大的兒子。在唐人街的朱太太托兒所就讀。但在那裏一直看電影，在學習上毫無幫助。
- 琳達（Linda），譚蒂·紐頓飾演。

克里斯的妻子，為補貼家計一天兼兩份工作，後來因現實所逼，忍痛離開克里斯及小克到紐約生活，經濟條件改善後後與克里斯一家重逢。
- 杜傑伊（Jay Twistle），布赖恩·豪（英语：Brian Howe (actor)）飾演。

證券公司主管，曾以非常不禮貌的態度對待克里斯，但後來在計程車上的一次魔術方塊交流而對他改觀並選擇錄用他。

## 製作

### 製作過程
2003年，美國賈納理財公司執行長克里斯·賈納白手起家的故事，在ABC頻道的《20/20》新聞節目中播出後，許多製片公司就不斷去電表示對他的故事相當感興趣，《當幸福來敲門》的執行監製馬克·克萊曼（Mark Clayman）也是這波電話潮的其中之一，後來馬克以真誠直接的態度使克里斯點頭，馬克回憶道：「我太太和我並不是《20/20》的忠實觀眾，不過我們剛好看到這段報導，其中討論了克里斯如何面對許多令人訝異的難關，成為遊民。其中有一幕他和他兒子一起重返捷運站，並且分享他是如何使用洗手間裡的水槽來幫他洗澡。由於我們當時有個才一歲的兒子，我們都因而為之動容落淚。我不只將他的故事視為是由貧轉富的故事，也將之視為是一個動人的父子故事。我轉向我太太說，我得弄到這故事的版權，這是適合威爾·史密斯的大好角色。」
史密斯欣賞義大利導演加布里埃莱·穆奇诺獨特的電影風格，特別指定由他執導《當幸福來敲門》，史密斯說：「我看過加布里埃莱前兩部義大利作品，深受他能夠明瞭並以電影語言描述情緒上錯綜複雜的特性所吸引。」
為了找到適合演出克里斯五歲兒子的演員，製作團體面試了上百名兒童演員，後來孤注一擲，認為史密斯那七歲大的兒子正是合適人選，監製詹姆斯·拉西特認為請來沒導過英語電影的意大利導演是場賭博，但是讓傑登·史密斯飾演克里斯多佛則是下更大的賭注，要是傑登沒有演好，媒體就會落井下石，說史密斯搞裙帶關係。史密斯則自豪說沒有這樣的顧慮：「一開始有點令人擔心的是，身為他的父親，在我們一起演出的場景裡，我會不會難以專注於我的表演。不過結果完全不同，當我看到傑登的眼中充滿小克里斯多佛在那一刻所經歷的痛苦和憤怒時，那更增添了真實性，因為我真的覺得身為父親，我令他失望，那讓我心中情緒激盪。」

### 與事實不同的地方
- 克里斯的妻子琳達並不存在，這個角色混合了他真實生活裡的兩位前妻。
- 小克里斯多佛當時其實只有兩歲大。
- 魔術方塊這段劇情是史密斯自己想出來的，他自己對魔術方塊頗為著迷。
- 克里斯沒有手提箱，他的東西都是用塑膠袋包著走。
- 克里斯的實習生涯每個月有一千塊津貼。
- 克里斯因為沒繳違規停車罰單，一共吃了十天牢飯。
- 克里斯後來被貝爾·史坦證券經紀公司挖走。
- 克里斯來自威斯康辛州，而非電影裡說的路易斯安納州，不過根據他的自傳，他的父親當時的確是住在路易斯安納州。

## 評價與回響
《當幸福來敲門》首映後就奪得票房第一名，首週創下2700萬美元的成績，勝過《俠影魔龍》和《夏洛特的网》。
影評家兼作家米高·麥費德給《當幸福來敲門》打了滿分四顆星的分數，他說：「…電影裡所傳達的訊息，毫不妥協的愛與決心，實在激勵人心，連最厭倦電影的人都會深受感動。」其中傑登·史密斯的優異表現特別受到讚揚，「他的純真自然與低調特性…令人感到驚奇與感動。」

## 特別事件
影片中當威爾史密斯跟兒子打篮球一幕中，背景多次出现中华民国国旗，导致TVBS等新闻媒体担心该影片无法在中国大陆上映。
克里斯·賈納本人在故事結尾有現身，飾演與戲中的克里斯父子擦肩而過的路人。

## 外部連結
- （英文）《當幸福來敲門》官方網站 （页面存档备份，存于）
- （中文）Yahoo奇摩電影上《當幸福來敲門》的資料（繁體中文）
- （英文）互联网电影数据库（IMDb）上《當幸福來敲門》的资料（英文）
- （英文）爛番茄上《當幸福來敲門》的資料（英文）
- （英文）《首映雜誌》（Premiere Magazine）的影評 （页面存档备份，存于）
- （英文）《當幸福來敲門 （页面存档备份，存于）》在 The-Numbers （页面存档备份，存于） 網站
- （英文）《當幸福來敲門 （页面存档备份，存于）》在Metacritic網站的影評
- （英文）《當幸福來敲門》舊金山首映會報導（Sidewalks Entertainment）